# Masakra w Wereth

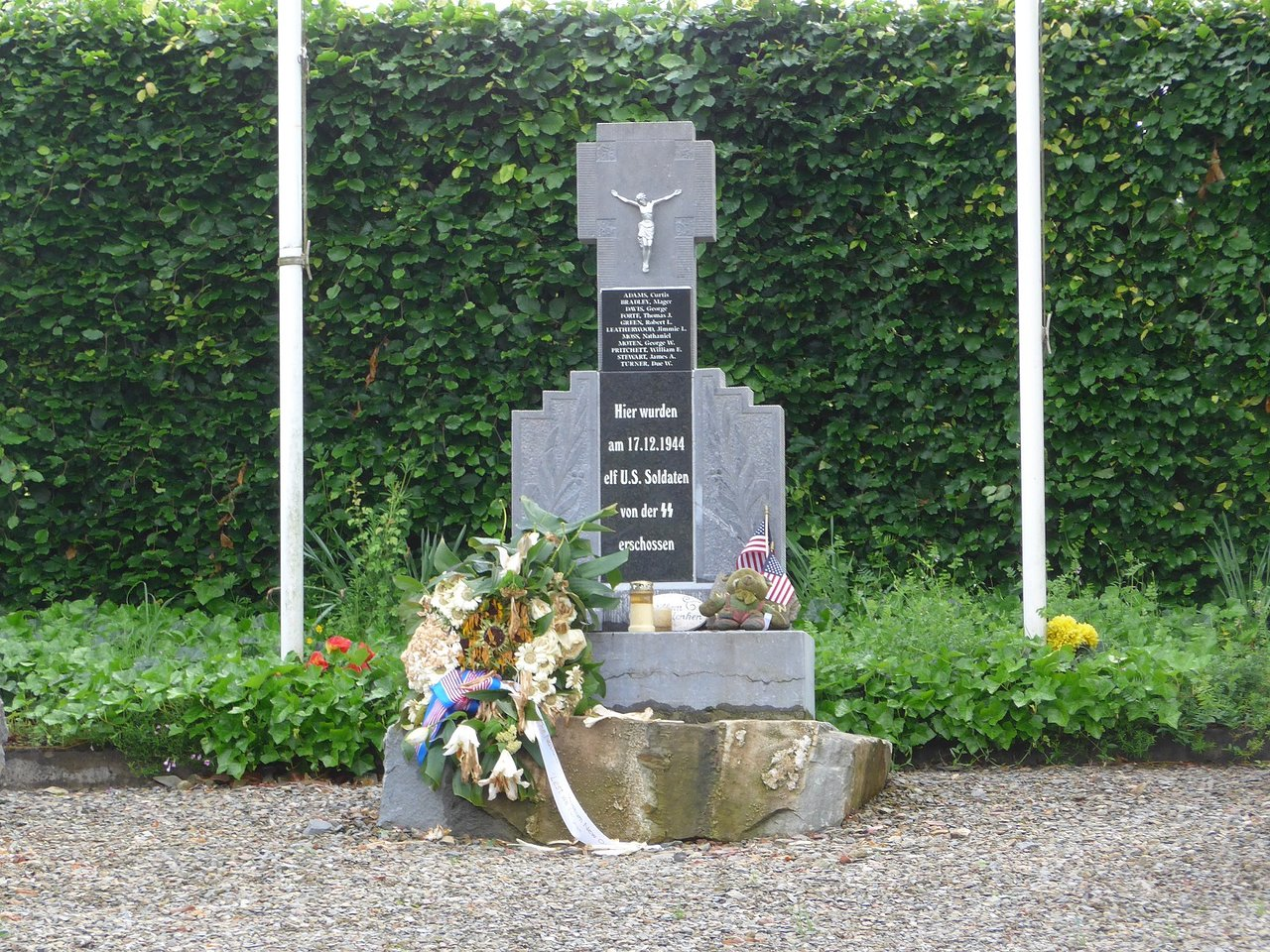
Pomnik we wsi Wereth poświęcony 11 afroamerykańskim żołnierzom, zamordowanym przez esesmanów (2018)

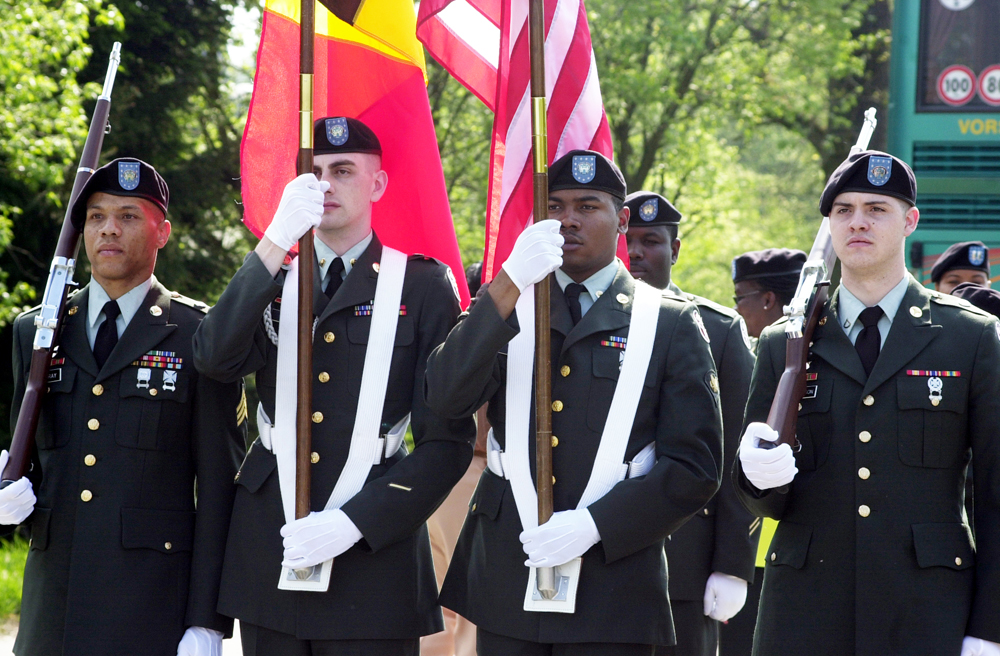
Uroczystości we wsi z udziałem United States Army (2007)

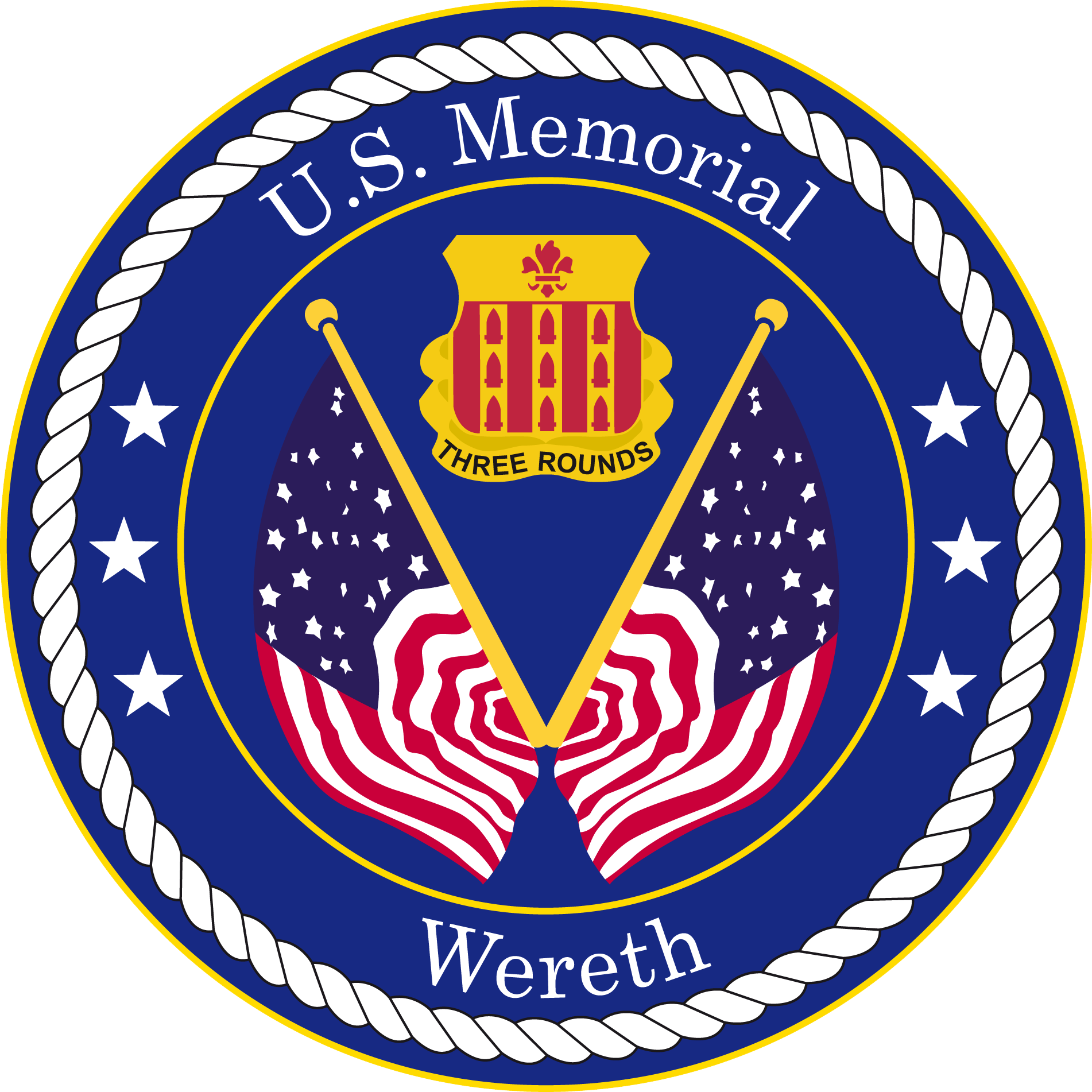
Logo stowarzyszenia U.S. Memorial Wereth

Masakra w Wereth (ang. Wereth massacre) – zbrodnia wojenna dokonana na 11 afroamerykańskich żołnierzach 333 Batalionu Artylerii Polowej United States Army, przez żołnierzy 1 Dywizji Pancernej SS „Leibstandarte SS Adolf Hitler” 17 grudnia 1944 roku w belgijskiej wsi Wereth (Walonia), podczas niemieckiej ofensywy w Ardenach w czasie II wojny światowej.  

## Tło
5 sierpnia 1942 roku 333 Pułk Artylerii Polowej został utworzony jako kolorowa (segregacja rasowa) jednostka wojskowa w Camp Gruber w Oklahomie i przydzielony do 3 Armii. W ramach reorganizacji artylerii obejmującej całą amerykańską armię, 10 marca 1943 roku pułk stał się częścią 333 Grupy Artylerii Polowej, a jego 1 Batalion stał się 333 Batalionem Artylerii Polowej.
Batalion wylądował w Normandii na początku lipca 1944 roku i został wysłany do Bretanii, gdzie brał udział w bitwie o Brest w sierpniu i wrześniu, a następnie walczył w północnej Francji, zanim dotarł do sektora Ardenów jako część amerykańskiego VIII Korpusu.

## Ofensywa w Ardenach
333 Batalion Artylerii Polowej przybył do małej wioski Schönberg niedaleko Sankt Vith w Belgii w październiku 1944 roku. Bateria dyżurna znajdowała się na zachód od rzeki Our, natomiast baterie A, B i C po wschodnim brzegu rzeki, gdzie wspierały oddziały VII Korpusu. Początkowo wspierały 2 Dywizję Piechoty, a następnie jej następczynię, 106 Dywizję Piechoty.
Na początku ofensywy w Ardenach 333 Batalion Artylerii Polowej znajdował się około 18 kilometrów za linią frontu. We wczesnych godzinach porannych 16 grudnia niemiecka artyleria rozpoczęła ostrzeliwanie rejonu wsi Schönberg. Po południu pojawiły się doniesienia o szybkim postępie niemieckiej piechoty i pojazdów pancernych. Batalion otrzymał rozkaz przemieszczenia się dalej na zachód, ale dowódca artylerii 106 Dywizji Piechoty zażądał, aby bateria C i bateria dyżurna pozostały na pozycjach, aby wspierać 14 Pułk Kawalerii i 106 Dywizję Piechoty.
Rankiem 17 grudnia Niemcy zajęli Schönberg i kontrolowali most na rzece łączący się z Sankt Vith. Bateria dyżurna próbowała przedostać się przez wioskę do Sankt Vith, ale została zaatakowana przez ciężki niemiecki pojazd opancerzony i ogień z broni ręcznej. Wielu żołnierzy zginęło, a tych co przeżyli schwytali Niemcy. Gdy zaganiano ich na tyły, kolumna została zaatakowana przez amerykański samolot. Pod koniec dnia batalionowi pozostało tylko pięć haubic, resztę porzucono w czasie odwrotu. Żołnierze z 333 Batalionu Artylerii Polowej którym udało się przeżyć niemiecki atak i nie dostali się do niewoli, zostali skierowani do Bastogne i wcieleni do 969 Batalionu Artylerii Polowej. Oba bataliony zapewniły wsparcie ogniowe 101 Dywizji Powietrznodesantowej podczas obrony Bastogne, za co otrzymały odznaczenie Presidential Unit Citation, będące najwyższym amerykańskim odznaczeniem wojskowym przyznawanym za nadzwyczajny heroizm w walce przeciw uzbrojonemu przeciwnikowi.

## Masakra
Podczas powstałego zamieszania 11 afroamerykańskich żołnierzy uciekło do lasu. Znajdowali się już po wschodniej stronie rzeki i aby dotrzeć do linii amerykańskich musieli przekraść się drogą lądową w kierunku północno-zachodnim. Około godziny 15:00 dotarli do pierwszego domu w składającej się z dziewięciu domów belgijskiej wsi Wereth. Właściciel domu, Mathias Langer, zaoferował im schronienie. 
Obszar, na którym przebywali żołnierze, przez setki lat był częścią Niemiec, dopóki po I wojnie światowej nie został zaanektowany przez Belgię. Trzy z dziewięciu rodzin we wsi były nadal lojalne wobec Niemiec. Żona niemieckiego żołnierza mieszkającego w Wereth poinformowała esesmanów z operującej w tym rejonie 1 Dywizji Pancernej SS „Leibstandarte SS Adolf Hitler”, że w jej wiosce ukrywają się czarni amerykańscy żołnierze. Esesmani szybko wyruszyli, by schwytać Amerykanów, którzy poddali się bez oporu. Następnie Niemcy wyprowadzili jeńców na pobliskie pole, gdzie pobili ich i poddali torturom, a na koniec rozstrzelali. 
Zamarznięte ciała ofiar odkryto sześć tygodni później, kiedy alianci ponownie zajęli ten obszar. Okazało się że esesmani bili po twarzach czarnych żołnierzy, połamali im nogi kolbami karabinów, odcięli część palców, część zadźgali bagnetami, a co najmniej jednego żołnierza zastrzelili, gdy ten bandażował rany towarzysza.
Z aktualnych badań wynika, że esesmani odpowiedzialni za masakrę pochodzili z oddziału zwiadowczego Schnelle Gruppe Knittel, którego dowódcą był SS-Sturmbannführer Gustav Knittel. W 1946 roku Knittel został skazany na dożywocie w procesie dotyczącym masakry w Malmedy. Ze względu na nieprawidłowości podczas procesu i przyznanie się do winy, jego wyrok został później obniżony do 15, a następnie do 12 lat. Knittel został zwolniony z więzienia w grudniu 1953 roku, a zmarł z powodu problemów zdrowotnych w 1976 roku.

## Upamiętnienie
11 września 1994 roku Hermann Langer, syn rolnika Mathiasa Langera, który próbował pomóc amerykańskim żołnierzom, postawił mały kamienny krzyż ku pamięci 11 zamordowanych jeńców. 23 maja 2004 roku w miejscu egzekucji wzniesiono nowy pomnik, upamiętniający zarówno 11 ofiar, jak i wszystkich żołnierzy afroamerykańskich, którzy walczyli na europejskim teatrze działań wojennych. Uważa się, że jest to jedyny w Europie pomnik poświęcony afroamerykańskim żołnierzom II wojny światowej.